# Egidius Gutfleisch
Egidius Tobias Valentin Karl Gutfleisch (* 23. Juli 1844 in Lorsch; † 3. Mai 1914 in Gießen) war Jurist und Mitglied des Deutschen Reichstags.

## Leben
Egidius Gutfleisch war der Sohn des Landrichters Johann Joseph Gutfleisch (1811–1882) und dessen Frau Elisabeth geborene Goth (1820–1851). Egidius Gutfleisch blieb unverheiratet.
Gutfleisch besuchte die Gymnasien in Bensheim und Darmstadt bis 1862 und studierte dann Rechtswissenschaften an den Universitäten in Heidelberg und Gießen bis 1865. Im Herbst 1865 absolvierte er das juristische Fakultätsexamen in Gießen und 1868 das Staatsexamen in Darmstadt. Bis 1871 war er Gerichtsaccessist und juristischer Privatlehrer und dann Rechtsanwalt in Gießen.
Er war Mitglied des Kreisausschusses des Kreises Gießen, des Provinzialausschusses der Provinz Oberhessen und des Provinzialtages der Provinz Oberhessen. Weiterhin war er Mitglied des Vorstandes der Hessischen Anwaltskammer und des Aufsichtsrats der Gewerbebank in Gießen.
Von 1881 bis 1893 war er Mitglied des Provinziallandtages von Hessen-Nassau und von 1881 bis 1884 und von 1890 bis 1893 war er Mitglied des Deutschen Reichstags. In seiner ersten Legislaturperiode als Reichstagsabgeordneter vertrat er den Wahlkreis Großherzogtum Hessen 1 (Gießen) und gehörte zur Fraktion der Liberalen Vereinigung. Von 1890 bis 1893 war er Abgeordneter des Wahlkreises Großherzogtum Hessen 2 (Friedberg - Büdingen) und Mitglied der Fraktion der Fortschrittspartei. 1887 bis 1893 und 1899 bis 1911 war er Mitglied der zweiten Kammer des Landtags des Großherzogtums Hessen als Vertreter des Wahlbezirks Oberhessen 5/Gießen-Land bzw. der Stadt Gießen.